# 1064
سنة 1064 هي سنة كبيسة بدات يوم الخميس حسب التقويم اليولياني

## أحداث
- تأسيس مدينة آخالكالاكي وتقع حاليا في جورجيا.
- اجتياح السلاجقة لإقليم الأناضول واستيلائهم على أرمينية وقيسارية وأني، ما شكل بداية تحول الإقليم إلى الثقافة التركية.

## مواليد
- إياز السلجوقي.

## وفيات
- ابن حزم